# Vella Guàrdia (FET y de las JONS)
La «Vella Guàrdia» de FET y de las JONS va ser una organització paramilitar d'extrema dreta que va existir a Espanya durant el període del règim franquista.

## Historial
Va tenir els seus orígens al març de 1942, per un decret-llei que creava la «medalla de la Vella Guàrdia» a la qual podien acollir-se aquells que havien havien estat militants dels dos partits esmentats del Decret d'Unificació —Falange Española de las JONS i la Comunió Tradicionalista.
Al capdavant d'aquesta «Vella Guàrdia» va quedar un inspector nacional, que responia davant el Secretari General de FET y de las JONS. Dependent orgànicament del partit únic, l'organització va mantenir una certa autonomia en si del «Moviment». Durant la dictadura franquista, igual que ocorreria amb la «Guàrdia de Franco» o la Confederación Nacional de Excombatientes, la Vella Guàrdia va mantenir una posició immobilista. Va deixar de funcionar com a tal a la fi de la dècada de 1950, víctima de la seva escassa operativitat; segons José Luis Rodríguez Jiménez, després de la seva desaparició una part dels seus membres s'integraria en organitzacions falangistes oposades a la línia oficial.